# Seven Femenino de Australia 2017
El Seven Femenino de Australia de 2017 fue la primera edición del torneo de rugby 7, fue el segundo torneo de la Serie Mundial Femenina de Rugby 7 2016-17.
Se desarrolló en el Estadio de Fútbol de la ciudad de Sídney, Australia.

## Fase de grupos

### Grupo A
| Equipo             | Encuentros | Encuentros | Encuentros | Encuentros | Tantos  | Tantos    | Tantos     | Puntos |
| Equipo             | jugados    | ganados    | empatados  | perdidos   | a favor | en contra | diferencia | Puntos |
| ------------------ | ---------- | ---------- | ---------- | ---------- | ------- | --------- | ---------- | ------ |
| Nueva Zelanda      | 3          | 3          | 0          | 0          | 79      | 27        | +52        | 9      |
| Canadá             | 3          | 2          | 0          | 1          | 75      | 41        | +34        | 7      |
| Francia            | 3          | 1          | 0          | 2          | 48      | 50        | –2         | 5      |
| Papúa Nueva Guinea | 3          | 0          | 0          | 3          | 20      | 104       | –84        | 3      |

### Grupo B
| Equipo    | Encuentros | Encuentros | Encuentros | Encuentros | Tantos  | Tantos    | Tantos     | Puntos |
| Equipo    | jugados    | ganados    | empatados  | perdidos   | a favor | en contra | diferencia | Puntos |
| --------- | ---------- | ---------- | ---------- | ---------- | ------- | --------- | ---------- | ------ |
| Australia | 3          | 3          | 0          | 0          | 79      | 24        | +55        | 9      |
| Irlanda   | 3          | 2          | 0          | 1          | 52      | 46        | +6         | 7      |
| Fiyi      | 3          | 1          | 0          | 2          | 60      | 55        | +5         | 5      |
| Brasil    | 3          | 0          | 0          | 3          | 22      | 88        | –66        | 3      |

### Grupo C
| Equipo         | Encuentros | Encuentros | Encuentros | Encuentros | Tantos  | Tantos    | Tantos     | Puntos |
| Equipo         | jugados    | ganados    | empatados  | perdidos   | a favor | en contra | diferencia | Puntos |
| -------------- | ---------- | ---------- | ---------- | ---------- | ------- | --------- | ---------- | ------ |
| Rusia          | 3          | 3          | 0          | 0          | 74      | 20        | +54        | 9      |
| Estados Unidos | 3          | 2          | 0          | 1          | 52      | 38        | +14        | 7      |
| Inglaterra     | 3          | 1          | 0          | 2          | 38      | 63        | –25        | 5      |
| España         | 3          | 0          | 0          | 3          | 20      | 63        | –43        | 3      |

## Fase Final

### Copa de oro
|  | Cuartos de final | Cuartos de final | Cuartos de final |                |               | Semifinales   | Semifinales | Semifinales |               |                | Copa           | Copa         | Copa |  |
|  |                  |                  |                  |                |               |               |             |             |               |                |                |              |      |  |
|  |                  |                  |                  |                |               |               |             |             |               |                |                |              |      |  |
|  | Nueva Zelanda    | Nueva Zelanda    | 24               |                |               |               |             |             |               |                |                |              |      |  |
|  | Nueva Zelanda    | Nueva Zelanda    | 24               |                |               |               |             |             |               |                |                |              |      |  |
|  | Francia          | Francia          | 5                |                |               |               |             |             |               |                |                |              |      |  |
|  | Francia          | Francia          | 5                |                | Nueva Zelanda | Nueva Zelanda | 12          |             |               |                |                |              |      |  |
|  |                  |                  |                  |                | Nueva Zelanda | Nueva Zelanda | 12          |             |               |                |                |              |      |  |
|  |                  |                  | Estados Unidos   | Estados Unidos | 19            |               |             |             |               |                |                |              |      |  |
|  | Estados Unidos   | Estados Unidos   | Estados Unidos   | Estados Unidos | 19            | 17            |             |             |               |                |                |              |      |  |
|  | Estados Unidos   | Estados Unidos   |                  |                |               |               |             |             |               |                |                |              |      |  |
|  | Irlanda          | Irlanda          | 5                |                |               |               |             |             |               |                |                |              |      |  |
|  | Irlanda          | Irlanda          | 5                |                |               |               |             |             |               | Estados Unidos | Estados Unidos | 17           |      |  |
|  |                  |                  |                  |                |               |               |             |             |               | Estados Unidos | Estados Unidos | 17           |      |  |
|  |                  |                  | Canadá           | Canadá         | 21            |               |             |             |               |                |                |              |      |  |
|  | Australia        | Australia        | Canadá           | Canadá         | 21            | 17            |             |             |               |                |                |              |      |  |
|  | Australia        | Australia        |                  |                |               |               |             |             |               |                |                |              |      |  |
|  | Fiyi             | Fiyi             | 5                |                |               |               |             |             |               |                |                |              |      |  |
|  | Fiyi             | Fiyi             | 5                |                | Australia     | Australia     | 7           |             |               | Tercer lugar   | Tercer lugar   | Tercer lugar |      |  |
|  |                  |                  |                  |                | Australia     | Australia     | 7           |             |               | Tercer lugar   | Tercer lugar   | Tercer lugar |      |  |
|  |                  |                  | Canadá           | Canadá         | 12            |               |             |             |               |                |                |              |      |  |
|  | Canadá           | Canadá           | Canadá           | Canadá         | 12            | 26            |             |             | Nueva Zelanda | Nueva Zelanda  | 19             |              |      |  |
|  | Canadá           | Canadá           |                  |                |               |               |             |             | Nueva Zelanda | Nueva Zelanda  | 19             |              |      |  |
|  | Rusia            | Rusia            | 5                |                |               |               |             |             |               |                | Australia      | Australia    | 0    |  |
|  | Rusia            | Rusia            | 5                |                |               |               |             |             |               |                | Australia      | Australia    | 0    |  |
|  |                  |                  |                  |                |               |               |             |             |               |                |                |              |      |  |

| Bandera de Canadá      |
| Campeón Canadá         |
| 1º título del circuito |